# Мозок Альберта Ейнштейна

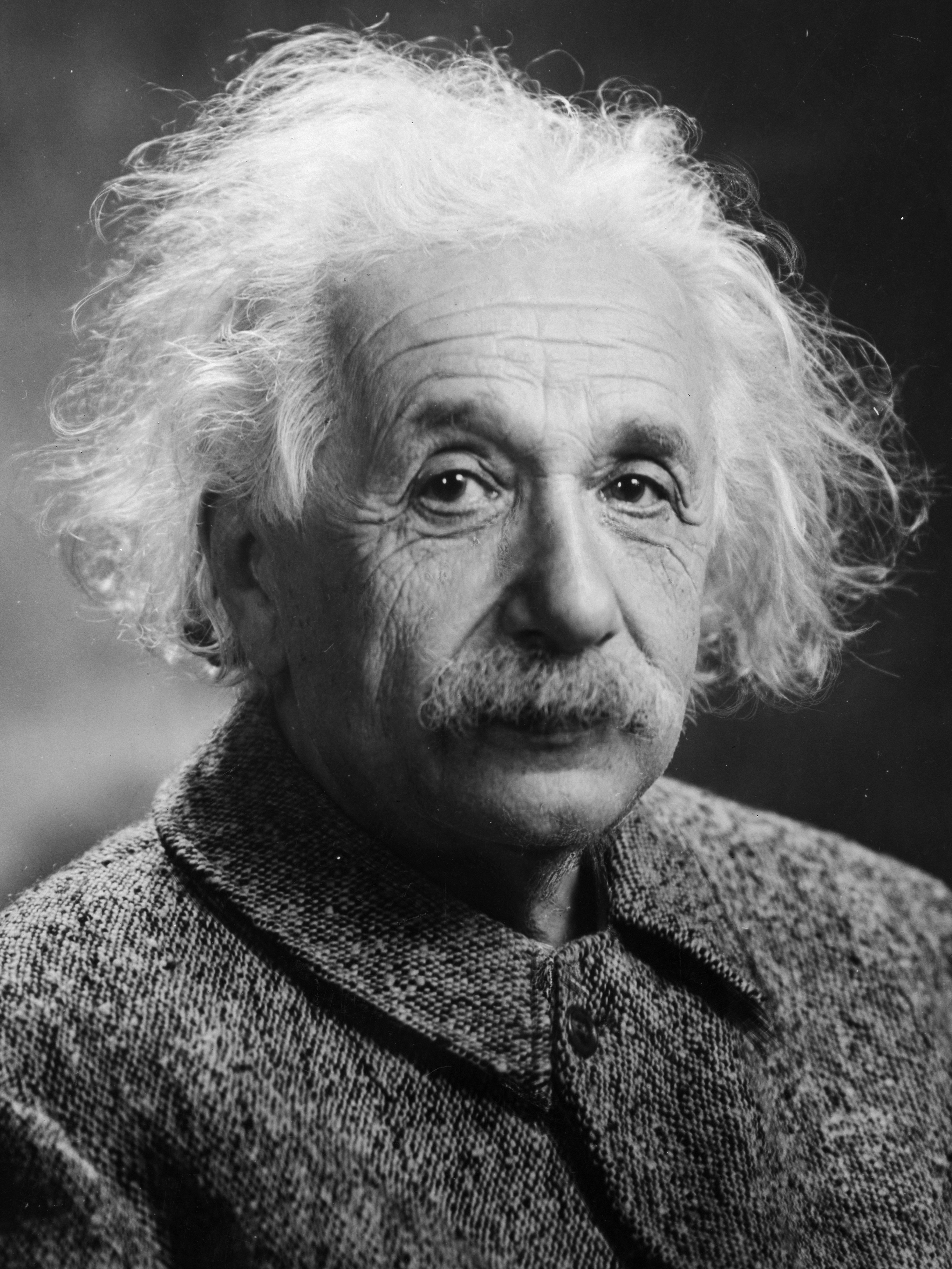
Мозок Ейнштейна було збережено після його смерті в 1955 році, але цей факт не розголошувався до 1986 року.

Мозок Альберта Ейнштейна є предметом досліджень і спекуляцій. Мозок Ейнштейна було видалено протягом семи з половиною годин після його смерті. Він привернув до себе увагу через репутацію Ейнштейна як одного з головних геніїв XX століття, очевидні закономірності або порушення в головному мозку були використані для підтримки різних уявлень про кореляцію в нейроанатомії із загальним або математичним інтелектом. Наукові дослідження показали, що області мозку Ейнштейна, відповідальні за мову і мовлення, зменшені, тоді як області, відповідальні за обробку числової та просторової інформації, збільшені. Інші дослідження показали збільшення числа нейрогліальних клітин у мозку Ейнштейна.

## Фільми
- National Geographic: Riddles of the Dead: Einstein's Genius (2006)